# Плимут Уэйлерс
«Плимут Уэйлерс» (англ. Plymouth Whalers) — американский молодёжный хоккейный клуб из городка Плимут, штат Мичиган, выступавший в Хоккейной лиге Онтарио с 1997 по 2015 годы.

## История
История клуба началась в 1990 году, когда в Детройте для участия в OHL была создана команда «Компьюэйр Амбассадорс». За два года она сменила название на «Джуниор Ред Уингз». В 1995 году клубу удалось выиграть Кубок Джей Росса Робертсона (главный трофей лиги). Но сразу после того сезона команда переехала в Плимут, где два года выступала под названием «Детройт Уэйлерс», а с 1997-го — «Плимут Уэйлерс».
За 18 сезонов в лиге «китобои» сумели завоевать Кубок Джей Росса Робертсона (в 2007-м) и еще дважды добраться до финала.
14 января 2015 было объявлено о намерении продажи клуба и его последующий переезд в город Флинт. Свой последний поединок в Плимуте команда провела 21 марта 2015-го. Перед заполненными до отказа трибунами домашней арены «Уэйлерс» подытожили самый неудачный сезон в своей истории, в котором команда впервые не сумела пробиться в стадию плей-офф, поражением «Оттерс» со счётом 1:5. Автором последней шайбы команды стал Янник Ратгеб.

## Рекорды
Командные рекорды
- Наибольшее количество очков в сезоне — 108 (В51-Н4-ПО2-П11) (1998-99)
- Наименьшее количество очков в сезоне — 53 (В23-ПО7-П38) (2014-15)
- Наибольшее количество забитых голов в сезоне — 313 (1998-99)
- Наименьшее количество забитых голов в сезоне — 187 (2013-14)
- Наибольшее количество пропущенных голов в сезоне — 255 (2014-15)
- Наименьшее количество пропущенных голов в сезоне — 162 (1998-99) и (2000-01)

Индивидуальные рекорды
- Наибольшее количество набранных очков за сезон — 117, Чэд Лароуз (2002-03)
- Наибольшее количество заброшенных шайб в сезоне — 61, Чэд Лароуз (2002-03)
- Наибольшее количество результативных пасов за сезон — 71, Ивэн Брофи (2006-07)
- Наибольшее количество штрафных минут в сезоне — 223, Йозеф Сладок (2007-08)

## Игроки

### Основные игроки
- Пол Мара
- Дэвид Легванд
- Джастин Уильямс
- Стивен Вейсс
- Грегори Кэмпбелл
- Чэд Лароуз
- Крис Торбурн
- Джеймс Вишневски
- Джаред Болл
- Джеймс Нил
- Михал Нойвирт
- Тайлер Сегин
- Рикард Ракелль
- Том Уилсон
- Коннор Каррик
- Герольд Друкен